# Jon Morris
Jon Morris (* 6. Mai 1966 in Lowell, Massachusetts) ist ein ehemaliger US-amerikanischer Eishockeyspieler, der im Verlauf seiner aktiven Karriere zwischen 1984 und 1996 unter anderem 114 Spiele für die New Jersey Devils, San Jose Sharks und Boston Bruins in der National Hockey League (NHL) auf der Position des Centers bestritten hat. Zudem lief Morris kurzzeitig für die Ratinger Löwen in der Deutschen Eishockey Liga (DEL) auf.

## Karriere
Morris spielte zunächst vier Jahre von 1984 bis 1988 an der University of Massachusetts Lowell in der Hockey East der National Collegiate Athletic Association (NCAA). Dabei sammelte der Center immer mehr als 50 Scorerpunkte pro Saison. Sein bestes Jahr hatte er in der Spielzeit 1986/87, als er in 35 Spielen 61 Punkte erreichte und ins First All-Star-Team der Hockey East berufen wurde.
Nachdem der US-Amerikaner bereits im NHL Entry Draft 1984 in der fünften Runde an 86. Position von den New Jersey Devils aus der National Hockey League (NHL) ausgewählt worden war, wechselte er zur Saison 1988/89 ins Profilager. Dort bestritt er zum Beginn der Spielzeit im Oktober 1988 seine ersten vier Einsätze in der NHL, ehe er Ende des Monats zum Farmteam geschickt werden sollte. Der Angreifer verweigerte dies aber, wurde suspendiert und kehrte stattdessen an die Universität zurück, um dort sein Studium zu beenden. Zum Beginn der Saison 1989/90 kehrte Morris in die Organisation der Devils zurück. Die folgenden drei Spielzeiten verbrachte Morris zwischen dem NHL-Kader und dem Farmteam der Devils in der American Hockey League (AHL). Im Dezember 1991 weigerte er sich jedoch abermals für die Utica Devils zu spielen, sodass er den Rest der Saison aussetzte und sich zum Beginn des folgenden Spieljahres bei den Cincinnati Cyclones in der International Hockey League (IHL) fit hielt. Erst Ende des Kalenderjahres 1992 unterzeichnete er einen neuen Vertrag in der Organisation der New Jersey Devils.
Im März 1993 wurde Morris von den San Jose Sharks von der Waiver-Liste ausgewählt und lief im restlichen Saisonverlauf noch in 13 Spielen für die Sharks auf. Im Oktober 1993 wurde Morris an die Boston Bruins verkauft, die ihn hauptsächlich bei den Providence Bruins in der AHL einsetzten. Diese waren in der Saison 1993/94 seine letzte Station in Nordamerika, da er im Sommer 1994, auch aufgrund des Lockout in der NHL, nach Europa wechselte. Dort spielte der Stürmer zunächst in der italienischen Serie A1 für den HC Gherdëina. Am Ende der Saison 1994/95 wurde er ins Aufgebot der US-amerikanischen Nationalmannschaft für die Weltmeisterschaft 1995 berufen, wo er mit dem Team den sechsten Platz belegte. Seine letzte Profistation waren im Spieljahr 1995/96 die Ratinger Löwen in der Deutschen Eishockey Liga (DEL). Für Ratingen erreichte er bei vier Einsätzen sechs Scorerpunkte, ehe er seine aktive Karriere im Alter von 30 Jahren frühzeitig beendete.

## Erfolge und Auszeichnungen
- 1985 Hockey East Second All-Star Team
- 1987 Hockey East First All-Star Team
- 1987 NCAA East Second All-American Team

## Karrierestatistik

### International
Vertrat die USA bei:
- Weltmeisterschaft 1995

(Legende zur Spielerstatistik: Sp oder GP = absolvierte Spiele; T oder G = erzielte Tore; V oder A = erzielte Assists; Pkt oder Pts = erzielte Scorerpunkte; SM oder PIM = erhaltene Strafminuten; +/− = Plus/Minus-Bilanz; PP = erzielte Überzahltore; SH = erzielte Unterzahltore; GW = erzielte Siegtore; 1 Play-downs/Relegation; Kursiv: Statistik nicht vollständig)